# Shaft (film fra 2000)
 For alternative betydninger, se Shaft. (Se også artikler, som begynder med Shaft)
Shaft er en amerikansk crime thrillerfilm fra 2000 instrueret og skrevet af John Singleton og med Samuel L. Jackson i titelrollen som politibetjent John Shaft. Filmen er baseret og er en fortsættelse til, Shaft-filmen fra 1971, der også selv blev efterfulgt af en række film.

## Medvirkende
- Samuel L. Jackson som John Shaft
- Vanessa L. Williams som Carmen Vasquez
- Jeffrey Wright som Peoples Hernandez
- Christian Bale som Walter Wade, Jr.
- Busta Rhymes som Rasaan
- Dan Hedaya som Jack Roselli
- Toni Collette som Diane Palmieri
- Richard Roundtree som onkel John Shaft
- Ruben Santiago-Hudson som Jimmy Groves
- Josef Sommer som Curt Flemming
- Lynne Thigpen som Carla Howard
- Philip Bosco som Walter Wade, Sr.
- Pat Hingle som dommer Dennis Bradford
- Lee Tergesen som Luger
- Daniel von Bargen som Lt. Kearney
- Mekhi Phifer som Trey Howard

## Ekstern henvisning
- Shaft på Internet Movie Database (engelsk)
- Shaft på Filmdatabasen
- Shaft på Scope
- Shaft i Svensk Filmdatabas (svensk)
- Shaft på AlloCiné (fransk)
- Shaft på MovieMeter (nederlandsk)
- Shaft på AllMovie (engelsk)
- Shaft hos American Film Institute (engelsk)
- Shaft på Turner Classic Movies (engelsk)
- Shaft på The Movie Database (engelsk)